# Jessica Simpson
Jessica Ann Simpson (Abilene, 10 luglio 1980) è una cantante e attrice statunitense.
È stata protagonista insieme all'ex marito Nick Lachey del reality show di MTV Newlyweds: Nick and Jessica; in seguito ha ideato una propria linea di prodotti di bellezza denominati Dessert Treats & Dessert Beauty e ha iniziato una carriera di attrice cinematografica.

## Biografia
Jessica Simpson è nata ad Abilene, in Texas, nel 1980 ed è cresciuta a Richardson, un sobborgo di Dallas. È figlia del manager musicale Joe Simpson e della moglie Tina, ed ha una sorella minore, Ashlee, che lei stessa ha lanciato nel mondo della musica nel 2004.
Jessica ha iniziato a cantare a dodici anni nel coro della chiesa frequentata coi genitori e qui fu notata da alcuni agenti televisivi che la vollero come baby-conduttrice del New Mickey Mouse Club, trasmissione per ragazzi in onda su Disney Channel che ha lanciato diversi cantanti famosi quali Britney Spears, Christina Aguilera e Justin Timberlake. Tuttavia, la Simpson apparve sì carina, ma anche timida ed impacciata e pensarono che non potesse avere successo nel mondo dello show-business.
Continuò pertanto a cantare in chiesa, ma fu nuovamente notata, questa volta dalla CCM, una piccola casa produttrice di CD musicali contenenti canzoni sacre. Realizzò con questa etichetta un disco di brani religiosi, e dopo il buon successo dell'album Jessica fu invitata a cantare nella Conferenza della gioventù Cristiana insieme a Kirk Franklin, CeCe Winans e il gruppo God's Property. Lei e suo padre vendevano le copie dell'album dopo le sue prestazioni canore.
Tommy Mottola, potente talent scout della Columbia Records, ascoltò il disco e vide in Jessica potenzialità da pop star. Pertanto convinse la giovane ragazza a firmare un contratto per la sua casa discografica.

### Sweet Kisses, Irresistible (1999 - 2002)

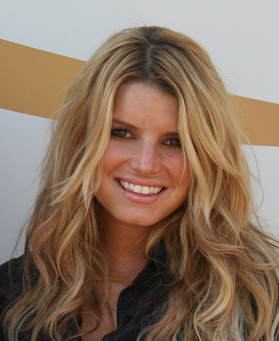
Jessica Simpson nel 2008

Il 23 novembre 1999 uscì il primo album pop di Jessica, intitolato Sweet Kisses. L'album ebbe un successo inatteso ed entrò in maniera stabile tra i 40 album più venduti nel Regno Unito e vendette due milioni di copie anche negli Stati Uniti, mentre il primo singolo del CD, I Wanna Love You Forever, ottenne il disco di platino e riuscì ad entrare nella Top 10 in Canada e in Francia, ma fu praticamente ignorato in Italia.
Il secondo motivo, che era un duetto con Nick Lachey dei 98 Degrees (divenuto poi suo marito), si intitolava Where You Are e non ebbe alcun successo anche perché fu poco trasmesso nelle radio. L'ultimo pezzo del CD, che fu scritto da John Mellencamp col titolo I Think I'm In Love With You, fu tra le quaranta canzoni più ascoltate in America e in Gran Bretagna.
Nel 2000, la Simpson vinse due Teen Choice Awards come "Miglior rivelazione" e "Canzone d'amore dell'anno" (Where You Are). Nel 2000, ha vinto il concorso canoro per giovani artisti dedicato alle canzoni d'amore con il brano Where You Are.
Il secondo album di Jessica Simpson fu Irresistible, lanciato sul mercato il 5 giugno 2001. Fu inserito tra i dieci CD più belli dell'anno dalla rivista Billboard 200 ed entrò nella classifica dei 20 album più venduti in Canada. Malgrado questi riconoscimenti, le vendite dell'album non furono soddisfacenti; soltanto 500 000 copie furono acquistate in tutti gli Stati Uniti.
La canzone che dà il titolo al CD è entrata nella Top 20 negli Stati Uniti, nel Canada e nel Regno Unito, mentre in Svizzera e in Australia si dovette accontentare del 40º posto tra i singoli più venduti. Peggior sorte ebbe il brano in Francia ed in Italia, dove praticamente non circolò. Un singolo successivo intitolato A Little Bit venne inserito nel mercato discografico, ma non riuscì ad avere molto successo (tranne in Portogallo, dove entrò nella Top 20).
Se confrontata con le sue principali rivali, Christina Aguilera, Britney Spears e Mandy Moore, Jessica Simpson sembrava in una fase calante della sua carriera in quanto le vendite dei suoi lavori erano nettamente inferiori. Tra il secondo e il terzo album, la Simpson ha pubblicato una raccolta di remix intitolata This Is the Remix, il 2 luglio 2002.

### In The Skin, Pubblic Affair, cinema (2003 - 2007)
Il suo terzo album, In This Skin, venne pubblicato il 19 agosto 2003. Nel suo complesso, il disco presenta un suono molto più maturo rispetto alle uscite precedenti. Anche se l'album non fu inizialmente un notevole successo, ebbe la possibilità di scalare le classifiche quando ne venne pubblicata una edizione speciale da collezione il 2 marzo 2004. Questo aiutò il disco a raggiungere il secondo posto nella classifica Billboard 200 e la Top 40 nelle classifiche britanniche, soprattutto grazie al successo del suo reality show Newlyweds: Nick and Jessica.
L'album alla fine si rivelò quello di maggior successo, vendendo oltre 3 milioni di copie negli USA e concedendo alla sua traballante carriera una seconda possibilità. Il primo singolo estratto dall'album fu una reinterpretazione di Sweetest Sin, di Diane Warren; la canzone non ebbe molto successo comunque, e causò un contraccolpo nelle vendite di In This Skin. Il singolo successivo, il disco d'oro With You, ebbe molto più successo, e divenne il suo più importante hit dai tempi di I Wanna Love You Forever. La canzone arrivò nella Top 10 nel Regno Unito e nella Top 20 negli USA e in Australia, oltre che nelle altre classifiche mondiali. Il terzo singolo, una reinterpretazione di Take My Breath Away dei Berlin, arrivò anch'esso nella Top 20 negli USA. Una reinterpretazione di Angels di Robbie Williams venne pubblicata come quarto e ultimo singolo.
La Simpson ha pubblicato un album di canzoni natalizie intitolato Rejoyce: The Christmas Album, il 23 novembre 2004. Il disco raggiunse la Top 20 della Billboard 200 e divenne disco d'oro nel 2005. Include un duetto con la sorella Ashlee in Little Drummer Boy. Jessica e Ashlee eseguirono insieme la canzone anche al Nick & Jessica's Family Christmas, trasmesso dalla ABC il 1º dicembre 2004. Per la sua partecipazione ad Hazzard, film girato nel 2005, ricevette una nomination ai Razzie Awards come peggior attrice non protagonista. La Simpson ha vinto inoltre tre Teen Choice Awards come "Icona della moda femminile", "Ragazza calda" e "Stella televisiva femminile nella categoria varietà/reality".
Nel 2006, dopo aver lasciato la Columbia, Jessica Simpson firmò un contratto con la Epic Records e pubblicò l'album A Public Affair, supportato dalla title track in qualità di primo singolo. Il brano, dedicato al suo ex marito Nick Lachey, ottenne un buon successo in USA; l'album non riesce invece ad andare oltre le 500 000 copie vendute in patria. Per una coincidenza, Jessica e sua sorella Ashlee si ritrovarono contemporaneamente nella top 10 di iTunes USA: si trattò della prima volta in assoluto in cui una coppia di fratelli o sorelle riusciva nell'impresa. Nello stesso periodo, l'artista recita da protagonista nel film Impiegato del mese. Nel 2007 la Simpson è nuovamente protagonista di un film, Blonde Ambition - Una bionda a NY.

### Do You Know, Playlist (2008 - presente)
Nel 2008 Jessica Simpson decise di darsi al country, genere con cui affermava di essere cresciuta, e pubblicò l'album Do You Know: l'album fu tuttavia un forte insuccesso commerciale. Per promuovere il progetto, Jessica Simpson aprì alcuni concerti della band country Rascal Flatts. Nel 2010 Jessica fu la protagonista del documentario di VH1 The Price Of Beauty, avente lo scopo di far percepire la bellezza in un modo diverso da quello classico. Sempre nel 2010 la Simpson pubblicò quelle che sarebbero poi rimaste le sue uniche pubblicazioni musicali per l'intero decennio: la compilation Playlist: The Very Best Of Jessica Simpson e l'album natalizio Happy Christmas. Successivamente ha poi partecipato alla serie di NBC Fashion Star.
Nel 2015, dopo essere diventata madre, Simpson annunciò di stare lavorando ad un nuovo album, per poi confermare nel 2016 che anche la produttrice Linda Perry era coinvolta nel progetto: tale progetto non è stato tuttavia pubblicato. Sempre nel 2015 ha gestito un brand di abbigliamento chiamato Warm Up, annunciando che sarebbe diventato la sua principale occupazione.
Nel 2020, Simpson ha pubblicato l'autobiografia Open Book, che ha raggiunto la prima posizione nella classifica settimanale dei best seller di The New York Times.

## Vita privata

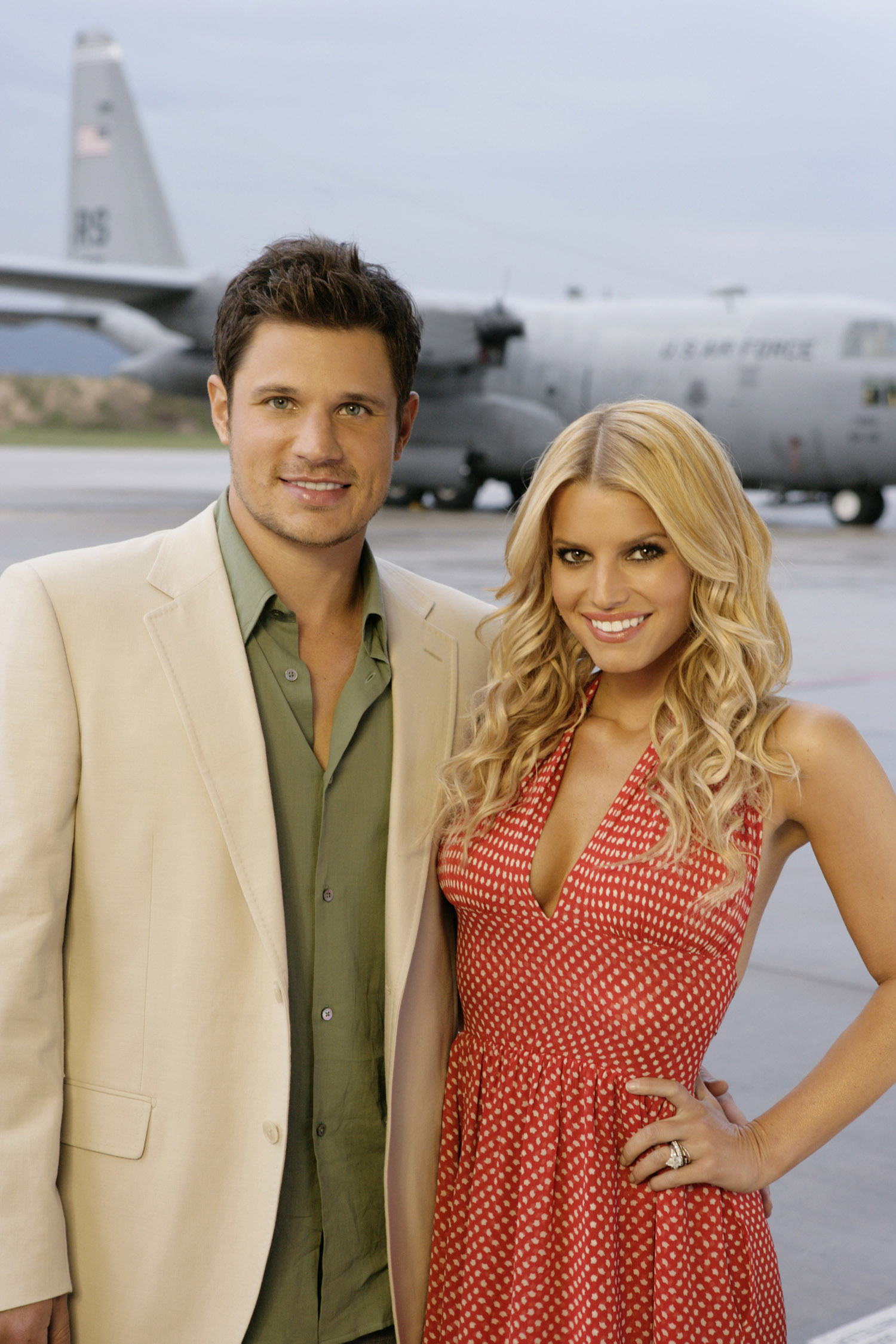
Jessica e Nick Lachey nel 2005 ai tempi di Newlyweds

Il 26 ottobre 2002 la Simpson ha sposato Nick Lachey. La coppia divenne protagonista del reality show di MTV Newlyweds, che iniziò ad essere trasmesso nel 2003 e terminò nel 2005. Il successo della trasmissione aiutò notevolmente le vendite di In This Skin. Incassando il successo della sua nuova popolarità, è apparsa col marito in un varietà della ABC intitolato Nick and Jessica Variety Hour, l'11 aprile 2004. Venne prevista anche una puntata pilota per una sitcom della ABC, ma venne scartata dai funzionari del network nel maggio 2004.
Il 16 dicembre 2005 divorzia dal marito. In seguito la Simpson ha iniziato relazioni con altri personaggi famosi come John Mayer e Tony Romo, per poi convolare a nozze con l'ex giocatore di football Eric Johnson, dal quale ha avuto tre figli: Maxwell Drew Johnson, nata il 1º maggio 2012, Ace Knute Johnson, nato il 30 giugno 2013 e Birdie Mae, nata il 19 marzo 2019.

## Discografia

### Album in studio
- 1999 – Sweet Kisses
- 2001 – Irresistible
- 2003 – In This Skin
- 2004 – Rejoyce: The Christmas Album
- 2006 – A Public Affair
- 2008 – Do You Know
- 2010 – Happy Christmas

### Album di remix
- 2002 – This Is the Remix

### Singoli
- 1999 – I Wanna Love You Forever
- 2000 – Where You Are
- 2000 – I Think I'm in Love with You
- 2001 – Irresistible
- 2001 – A Little Bit
- 2003 – Sweetest Sin
- 2003 – With You
- 2004 – Take My Breath Away
- 2004 – Angels
- 2005 – These Boots Are Made for Walkin' (da The Dukes of Hazzard)
- 2006 – A Public Affair
- 2006 – I Belong to Me
- 2008 – Come On Over
- 2008 – Remember That

## Filmografia

### Cinema
- Hazzard (The Dukes of Hazzard), regia di Jay Chandrasekhar (2005)
- Impiegato del mese (Employee of the Month), regia di Greg Coolidge (2006)
- Blonde Ambition - Una bionda a NY (Blonde Ambition), regia di Scott Marshall (2007)
- Love Guru (The Love Guru), regia di Marco Schnabel (2008) - cameo
- Pericolosamente bionda (Major Movie Star), regia di Steve Miner (2008)

### Televisione
- That '70s Show - serie TV, 3 episodi (2002-2003)
- The Twilight Zone - serie TV, episodio 1x38 (2003)
- Jessica, regia di Gil Junger - cortometraggio (2004)
- Enturage - serie TV, episodio 7x05 (2010)

## Doppiatrici italiane
Nelle versioni in italiano dei suoi film, Jessica Simpson è stata doppiata da:
- Ilaria Latini in Impiegato del mese, Blonde Ambition - Una bionda a NY, Pericolosamente bionda
- Laura Latini in Hazzard
- Cristiana Rossi in Newlyweds
- Francesca Listri in That '70s Show

## Profumi
- 2004 - Dreamy Dessert
- 2004 - Creamy Dessert
- 2004 - Dessert Treats Candy
- 2004 - Dessert Treats Cupcake
- 2006 - Dessert Treats Hula Girl
- 2006 - Dessert Treats Vanilla Ice Cream
- 2008 - Fancy
- 2009 - Fancy Love
- 2010 - Fancy Nights
- 2011 - I Fancy You
- 2012 - Vintage Bloom